# Stockholm Open 2017
Stockholm Open 2017 — тенісний турнір, що проходив на кортах з твердим покриттям у місті Stockholm, Швеція з 16 жовтня. Належав до категорії ATP World Tour 250.

## Фінальна частина

### Одиночний розряд
Хуан Мартін дель Потро —  Григор Димитров 6–4, 6–2

### Парний розряд
Олівер Марах /  Мате Павич —  Айсам-уль-Хак Куреші /  Жан-Жульєн Роєр 3–6, 7–6(8–6), [10–4]